# 舟形町営バス
舟形町営バス（ふながたちょうえいバス）は、山形県最上郡舟形町にて運行していた廃止代替バスである。
山形交通の路線廃止に伴い、運行開始した。

## 沿革
- 1985年4月1日 - 山交バス路線に代わり町営バス運行開始（上長沢 - 木友）。当時は山交旅行バスに委託。
- 1987年4月1日？ - 山形交通の舟形 - 松橋間廃止に伴い、松橋まで延長、同時に町直営（いわゆる80条バス）に移行。
- 1993年4月1日 - 福寿野地区へ乗り入れ開始。
- 2008年10月1日 - 時刻改正。温泉バス路線の統合に伴い若あゆ温泉乗入れ開始。日曜日を運行日に変更。
- 2018年4月1日 - 利用者減少に伴い廃止され、デマンドタクシーへの運行に切り替わった。

## 概要
- 運賃は200円均一、高校生以下は100円、幼児は無料。
  - 運行開始当時は区間制であった。
- 日曜・祝祭日及び年末年始（12/29～1/3）は、本数は減るが運行する。
  - 2008年9月30日までは日曜及び1/1は全休であった。
- 運行形態は、自家用自動車（白ナンバー車）による有償運送である。
- 各便にJRの優等列車のような「XX○号」の愛称がつけられている。松橋線は「こぶし○号」、長沢線は「あゆ○号」。

## 路線
以下2路線がある。　※2008年10月1日時点、括弧内は一部便のみ経由
松橋線
- 舟形駅前 - 役場前 - 下長者原 - （福寿野） - 富長小前 - 堀内 - （実栗屋） - 洲崎 - （横山） - 真木野 - 松橋

長沢線
- 舟形駅前 - （紫山公民館） - 中央公前 - 一の関 - （若あゆ温泉） - 経壇原 - 長沢入口 - （長沢駅） - 平石 - 幅 - （長尾） - 上長沢

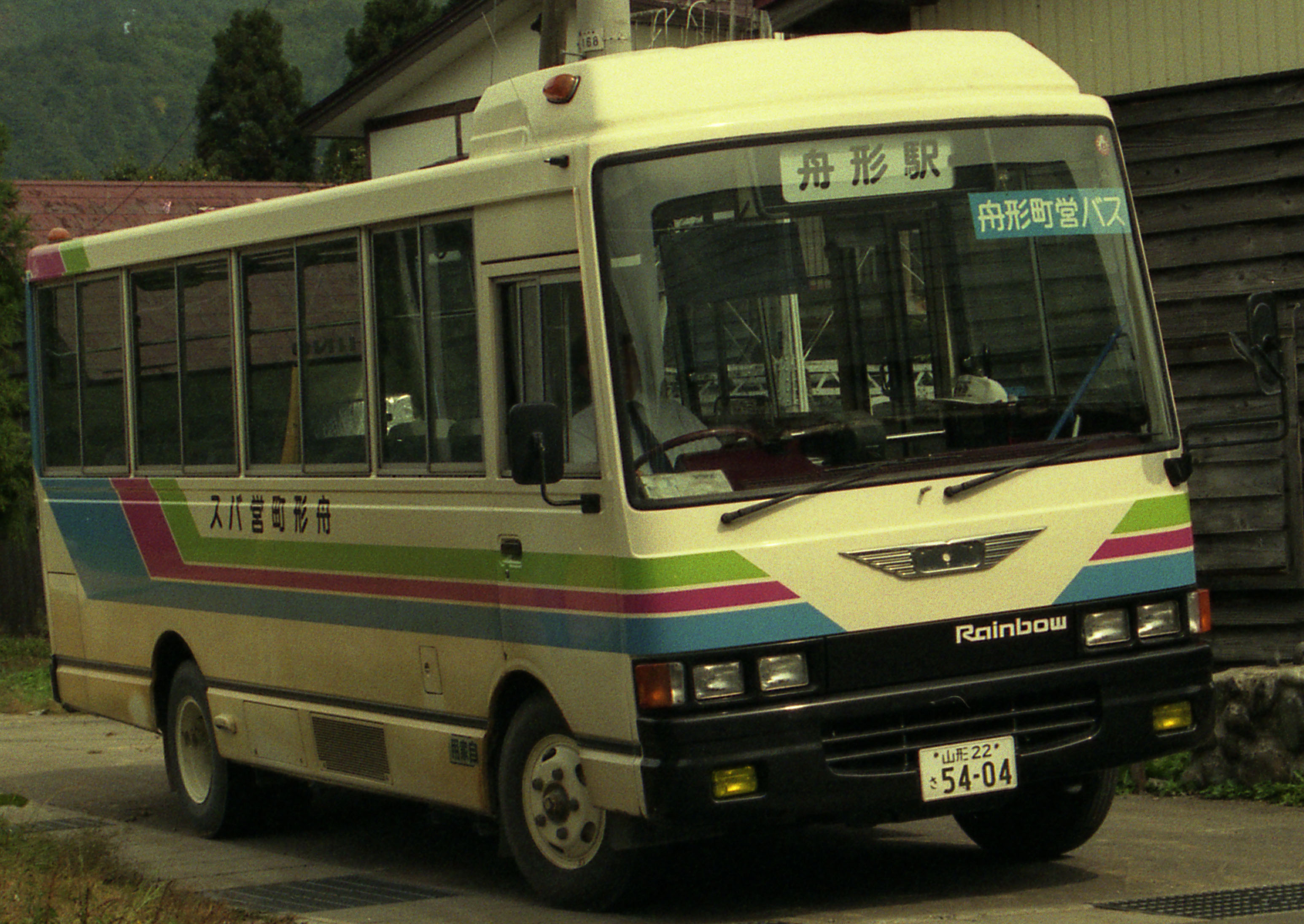
町営バスの車両（1996年当時）